# Anyphaena decora
Anyphaena decora là một loài nhện trong họ Anyphaenidae.
Loài này thuộc chi Anyphaena. Anyphaena decora được Elizabeth Bangs Bryant miêu tả năm 1942.